# Jerzy Śliwa
Jerzy Śliwa (ur. 24 sierpnia 1909 w Solcu nad Wisłą, zm. 28 września 1993 w Zielonej Górze) – polski aktor teatralny i filmowy, reżyser teatralny i ilustrator muzyczny.

## Życiorys
Kształcił się w Instytucie Muzycznym w Lublinie. Jako aktor debiutował w sezonie 1938/1939 w objazdowym Teatrze Wołyńskim z siedzibą w Łucku. Po wybuchu II wojny światowej pracował jako kelner w lubelskiej kawiarni "U Aktorów", a następnie był więziony w obozie koncentracyjnym w Oranienburgu.
Po zakończeniu walk powrócił do Lublina, gdzie w latach 1944-1949 był członkiem zespołu Teatru Zespołu Aktorskiego, przekształconego następnie w Teatr Miejski. W 1945 roku ukończył Studium Aktorskie przy tym teatrze oraz zdał eksternistyczny egzamin aktorski. Następnie przeniósł się do Gdańska, gdzie do 1958 roku występował w Teatrze Wybrzeże. W międzyczasie, w 1955 roku debiutował jako reżyser teatralny w Teatrze im. Stefana Jaracza w Olsztynie. Lata 1958-1963 spędził jako członek zespołu Teatru Ziemi Pomorskiej w Bydgoszczy i Toruniu, a od 1961 roku - Teatru Polskiego w Bydgoszczy. Następnie przeniósł się do Zielonej Góry, gdzie w latach 1963-1968 oraz 1972-1975 występował w Lubuskim Teatrze im. Leona Kruczkowskiego, Ponadto, w latach 1968-1972 grał na deskach Teatru im. Wilama Horzycy w Toruniu. Wystąpił także w sześciu audycjach Teatru Polskiego Radia (1962-1976) oraz jednym spekaklu Teatru Telewizji (1976).
W 1957 roku został odznaczony Złotym Krzyżem Zasługi, natomiast w 1975 roku na XVI Festiwalu Polskich Sztuk Współczesnych we Wrocławiu  otrzymał nagrodę za rolę epizodyczną w przedstawieniu "Czarna róża" Juliana Stryjkowskiego. 

## Filmografia
- Załoga (1951)
- Wolne miasto (1958) – listonosz Barcikowski
- Krzyż Walecznych (1958) – część "Wdowa"